# Ivan Leow
Ivan Leow (* 26. November 1982 als Seng Yee Leow; † 17. September 2022 in Kyrenia, Türkische Republik Nordzypern) war ein malaysischer Pokerspieler.
Leow erspielte sich mit Poker bei Live-Turnieren mehr als 13 Millionen US-Dollar und war damit einer der erfolgreichsten malaysischen Pokerspieler. Er gewann in seiner Karriere sechs Turniere und erzielte 2021 einen hochdotierten zweiten Platz beim Super High Roller Bowl Europe.

## Pokerkarriere

### Werdegang
Seine ersten Preisgelder gewann der Malaysier ab Juli 2015 bei Pokerturnieren in Macau. Mitte Mai 2018 war er für die Triton Poker Series im montenegrinischen Budva und kam bei einem Turnier der Variante No Limit Hold’em Short Deck Ante Only sowie beim Main Event in die Geldränge, was ihm umgerechnet knapp 450.000 US-Dollar einbrachte. Ende Juli 2018 gewann Leow bei der Triton Series in Jeju-do ein Event und sicherte sich aufgrund zwei weiterer Geldplatzierungen Preisgelder von knapp 1,6 Millionen US-Dollar. Im August 2018 setzte er sich beim Triton Poker Super High Roller der partypoker Millions Russia in Sotschi durch und erhielt eine Siegprämie von umgerechnet über 1,1 Millionen US-Dollar. Ende Oktober 2018 gewann der Malaysier auch ein von Leon Tsoukernik initiiertes High-Roller-Event im King’s Resort in Rozvadov mit einem Hauptpreis von rund 1,25 Millionen Euro. Im Mai 2019 kam er bei zwei Turnieren der Triton Series in Budva in die Geldränge und sicherte sich Preisgelder von umgerechnet mehr als einer Million US-Dollar. Beim Super High Roller Bowl Russia in Sotschi belegte Leow Mitte März 2020 den mit 600.000 US-Dollar dotieren sechsten Platz. Auch beim Super High Roller Bowl Europe im nordzyprischen Kyrenia erreichte er Anfang September 2021 den Finaltisch und belegte nach verlorenem Heads-Up gegen Wiktor Malinowski den zweiten Platz, der mit knapp 2,5 Millionen US-Dollar prämiert wurde. An gleicher Stelle erzielte Leow Anfang April 2022 zwei Geldplatzierungen bei der Triton Series und sicherte sich knapp 900.000 US-Dollar. Im September 2022 spielte er erneut bei der Triton Series in Kyrenia, bei der er eine Geldplatzierung beim Auftaktevent erzielte und auch noch am 210.000 US-Dollar teuren Coin Rivet Invitational teilnahm. Wenige Tage später, am 17. September 2022, starb der Malaysier im Alter von 39 Jahren an den Folgen eines Herzinfarkts. Die Turnierserie wurde daraufhin abgebrochen. Anfang des Jahres 2023 wurde eine Rangliste zur Ermittlung des erfolgreichsten Triton-Spieler eines Jahres eingeführt, die ihm zu Ehren posthum den Namen Ivan Leow Player of the Year erhielt.

### Preisgeldübersicht
Mit erspielten Preisgeldern von mehr als 13 Millionen US-Dollar war Leow zum Zeitpunkt seines Todes nach Paul Phua und Richard Yong der dritterfolgreichste malaysische Pokerspieler.
| Jahr   | Preisgeld (in $) | Turniersiege |
| ------ | ---------------- | ------------ |
| 2015   | 5.631            | 0            |
| 2016   | 7.096            | 0            |
| 2017   | 110.547          | 0            |
| 2018   | 5.691.986        | 5            |
| 2019   | 2.385.360        | 0            |
| 2020   | 1.042.500        | 0            |
| 2021   | 2.628.000        | 0            |
| 2022   | 1.276.544        | 1            |
| gesamt | 13.147.664       | 6            |